# Mikołaj Herbst
Mikołaj Julian Herbst (ur. 2 września 1973) – polski ekonomista, wykładowca Uniwersytetu Warszawskiego.
Absolwent Wydziału Nauk Ekonomicznych Uniwersytetu Warszawskiego. W 2003 doktoryzował się tamże na podstawie dysertacji Złożone wskaźniki koniunktury dla obszarów metropolitarnych na przykładzie obszaru metropolitarnego Warszawy (promotor – Grzegorz Gorzelak). W 2013 uzyskał również na WNE UW stopień doktora habilitowanego nauk ekonomicznych (specjalność: ekonomia) na podstawie rozprawy habilitacyjnej Edukacja jako czynnik i wynik rozwoju regionalnego. Doświadczenia Polski w perspektywie międzynarodowej.
Od 2004 adiunkt w Centrum Europejskich Studiów Regionalnych i Lokalnych na Uniwersytecie Warszawskim. W latach 2008–2009 członek Zespołu Doradców Strategicznych Prezesa Rady Ministrów. Członek polskiej sekcji Regional Studies Association, członek redakcji kwartalnika „Studia Regionalne i Lokalne”, członek grupy ekspertów „Ekonomia i Socjologia Edukacji w Polsce” (ESEP). Autor licznych publikacji i artykułów z następujących dziedzin: kapitał ludzki, ekonomia edukacji, cykl koniunktury, wskaźniki koniunktury regionalnej, rozwój regionalny i lokalny.